# Aerosmith
Aerosmith este o formație rock americană, uneori supranumită Băieții răi din Boston ("The Bad Boys from Boston"), dar și Cea mai bună trupă rock and roll a Americii ("America's Greatest Rock and Roll Band").
Stilul muzical al formației ce se trage din hard rock-ul bazat pe blues, a ajuns să încorporeze de-a lungul timpului elemente muzicale de pop, heavy metal, glam metal, și rhythm and blues, devenind o sursă de inspirație pentru numeroși alți muzicieni rock.
Formația a fost fondată în orașul Boston, Massachusetts în 1970. Chitaristul Joe Perry și basistul Tom Hamilton, care făcuseră parte anterior dintr-o formație numită The Jam Band, s-au unit cu solistul Steven Tyler, bateristul Joey Kramer și chitaristul solo Ray Tabano, pentru a forma Aerosmith. În 1971, Tabano a fost înlocuit cu Brad Whitford, iar ceea ce a urmat, a fost, este ... istorie.
Aerosmith este cea mai bine vândută formație rock americană din toate timpurile, înregistrând vânzări de peste 150 de milioane de albume în lumea întreagă, dintre care 70,2 milioane de albume doar în Statele Unite. Cu 25 de albume de aur, 18 albume de platină, și 12 albume de multi-platină, Aerosmith deține recordul pentru cele mai multe albume ale unei formații americane certificate cu aur, cele mai multe certificări în total ale unei formații americane, și împart recordul pentru cele mai multe albume de platină multiplă ale unei formații americane. Formația a intrat cu 21 de piese în Top 40 al Billboard Hot 100, 9 hituri de #1 Mainstream Rock, a primit 4 Premii Grammy, 6 American Music Awards, și 10 MTV Video Music Awards. În 2001 Aerosmith a fost inclusă în Rock and Roll Hall of Fame, și totodată a fost inclusă în lista ”100 Greatest Artists of All Time” atât în versiunea Rolling Stone, cât și în cea VH1.

## Istoric
Grupul ia naștere în formula de trio: Perry, Hamilton, Tyler, acesta din urmă la baterie. O foarte scurtă perioadă lucrează cu Ray Tabano, tobe. După cooptarea lui Kramer și a lui Whitford, Tyler devine solistul vocal al formației. În primii doi ani cântă la Boston și ocazional la New York; practică o mixtură de hard, r'n'b și blues; piesa Dream on dobândește popularitate (în 1976 intră în Billboard, urcând până pe locul 6). În 1972 grupul semnează un contract cu Columbia Records; repertoriul (muzică și text) este semnat în majoritate de cuplul Perry-Tyler; primul album, eponim, apare în 1973; la cel de-al doilea se colaborează cu producătorul Jack Douglas. Pentru LP-ul Toys in the attic obțin discul de platină după doar câteva luni de la lansare. Succesul de mari proporții este de scurtă durată (albumul rămâne însă doi ani în Billboard).
În 1977, din cauza „atașamentului" special față de heroină, Perry și Tyler erau supranumiți "Gemenii toxici". Grupul apare în filmul Sgt. Pepper's Lonely Heart Club Band (versiunea lor la Come Together, scrisă de Lennon-McCartney, este destul de banală). Din 1979 Perry se dedică proiectelor muzicale individuale; conflictele cu Tyler contribuie la ruptură; este înlocuit de Jimmy Crespo (ex-Flame). În anul următor Whitford părăsește și el grupul, pentru a forma The Withford St.Holmes Band (cu Derek St. Holmes, ex-Ted Nugent and the Amboy Dukes). Nou-venitul la Aerosmith este Rick Dufay, voc.,ch. Withford și Perry (realizator a trei albume sub numele The Joe Perry Project) nu se impun în viața muzicală la nivelul obținut cu Aerosmith, astfel că în 1984 cei cinci componenți inițiali hotărăsc să-și reia activitatea împreună. Remixează, în 1986, cu grupul rap Run-D.M.C. un titlu mai vechi: Walk This Way; piesa ajunge pe locul 4 în Billboard. Dude (Looks Like A Lady), Angel și Rag Doll cuceresc generația sfârșitului de deceniu; concertele atrag un public considerabil (82 000 de fani în 1987, la Texas Jam).
Permanent Vacation aduce grupului noi admiratori; albumul Pump este multiplicat în 4,5 milioane de exemplare. Succesul formației este uriaș. Janie's Got A Gun, scrisă pe tema incestului (US Top locul 4), obține în 1990 premiul Grammy la categoria Best Rock Performance. LP-ul Get A Grip (US Top locul 1) și extrasele pe single Living On The Edge, Cryin, Amazing, Crazy reconfirmă și consolidează faima internațională a grupului; albumul a fost înregistrat la Los Angeles și la Vancouver; sunetul hard amintește de primele producții; pe disc figurează numele lui Lenny Kravitz, coautor la Line Up; Don Henley cântă back-up la Amazing; discul a detronat din fruntea topului Billboard soundtrackul filmului The Bodyguard. Compilația Box Of Fire obține discul de aur la începutul lui 1995 (este o colecție de 13 cd-uri, editate în 1994 de Columbia Records). În 1997 lansează Nine Lives; extrasele pe single Fallin' In Love(Is Hard On The Knees) și Pink se impun în clasamente. La fel, Hole In My Soul. Videoclipul Pink obține la MTV Video Music Awards distincția Best Rock Video. I Don't Want To Miss A Thing se impune în topurile 1998 și câștigă categoria Best Rock la MTV Europe Music Awards.
Marele turneu american din toamna lui 2001 este întrerupt din cauza tragediei de la World Trade Center (11 septembrie); la reluare concertele se vor desfășura cu The Cult în deschidere. Albumul Just Push Play a depășit milionul de copii vândute.

## Membrii formației
| Membri actuali - Steven Tyler – lead vocal, harmonica, pian, percuție (1970–prezent) - Joe Perry – chitară, back vocal (1970–1979, 1984–prezent) - Brad Whitford – chitară (1971–1981, 1984–prezent) - Tom Hamilton – bas (1970–prezent) - Joey Kramer – baterie, percuție (1970–prezent) | Foști membri - Ray Tabano – chitară (1970–1971) - Jimmy Crespo – chitară, back vocal (1979–1984) - Rick Dufay – chitară (1981–1984) |

## Discografie
- Aerosmith (1973)
- Get Your Wings (1974)
- Toys in the Attic (1975)
- Rocks (1976)
- Draw the Line (1977)
- Night in the Ruts (1979)
- Rock in a Hard Place (1982)
- Done with Mirrors (1985)
- Permanent Vacation (1987)
- Pump (1989)
- Get a Grip (1993)
- Nine Lives (1997)
- Just Push Play (2001)
- Honkin' on Bobo (2004)
- Music from Another Dimension! (2012)

## Turnee
| - 1970–72: Club Days - 1973: Aerosmith Tour - 1974: Get Your Wings Tour - 1975: Toys in the Attic Tour - 1976–77: Rocks Tour - 1977–78: Aerosmith Express Tour (supporting Draw the Line album) - 1978: Live! Bootleg Tour - 1979–80: Night in the Ruts Tour - 1982–83: Rock in a Hard Place Tour - 1984: Back in the Saddle Tour - 1985–86: Done with Mirrors Tour - 1987–88: Permanent Vacation Tour - 1989–90: Pump Tour - 1993–94: Get a Grip Tour | - 1997–99: Nine Lives Tour - 1999–2000: Roar of the Dragon Tour - 2001–02: Just Push Play Tour - 2002: Girls of Summer Tour - 2003: Rocksimus Maximus Tour - 2004: Honkin' on Bobo Tour - 2005–06: Rockin' the Joint Tour - 2006: Route of All Evil Tour - 2007: World Tour 2007 - 2009: Guitar Hero: Aerosmith Tour - 2010: Cocked, Locked, Ready to Rock Tour - 2011: Back On the Road Tour - 2012–13: Global Warming Tour - 2014: Let Rock Rule Tour |